# غمير قيحي
الغمير القيحي (بالإنجليزية: Hypopyon) هو عبارة عن خلايا التهابية مكونة من قيح من خلايا دم بيضاء. يظهر الغمير القيحي في غرفة العين الأمامية، يصحبه عادة احمرار الملتحمة وظاهر الصلبة.
الغمير القيحي علامة تدل على التهاب العنبية والقزحية.
الغمير القيحي يستقر في الأسفل بفعل الجاذبية.

## روابط خارجية
- http://www.stlukeseye.com/Conditions/Hypopyon.asp نسخة محفوظة 6 فبراير 2009 على موقع واي باك مشين.